# Nílam Saňdžíva Reddi
Nílam Saňdžíva Reddi (19. května 1913 Illur – 1. června 1996 Bengalúr) byl indický politik. V letech 1977–1982 byl prezidentem Indie, v letech 1967–1969 a roku 1977 předsedou Sněmovny lidu (dolní komory indického parlamentu), v letech 1966–1967 ministrem dopravy, v letech 1964–1966 ministrem těžařství, v letech 1956–1960 a 1962–1964 premiérem státu Ándhrapradéš. Byl představitelem strany Indický národní kongres, jejímž předsedou byl v letech 1960–1963.
Neúspěšně kandidoval v prezidentských volbách v roce 1969, kdy proti němu intrikovala Indira Gándhíová, ačkoli byl kandidátem její strany (byl dlouholetým oponentem Gándhíové uvnitř strany). Po této porážce odešel z politiky a vystoupil i z Indického národního kongresu. Vrátil se do politiky roku 1975, kdy vyslyšel volání Džajaprakaše Narajana po "totální revoluci" proti Gándhíové. Roku 1977 pak vstoupil do Narajanovy levicové strany Džanata (Lidová strana). Ta ve spojení s dalšími stranami toho roku ve volbách skutečně ukončila hegemonii Indického národního kongresu v indické politice a vítězná koalice pak dosadila Reddiho do prezidentského úřadu. Byl prvním indickým prezidentem, který při volbě neměl protikandidáta. Jeho vztahy se stranou Džanata se však brzy zhoršily a představitelé strany pak patřili k jeho hlavním odpůrcům, zvlášť poté co rozpustil parlament a vyhlásil předčasné volby roku 1980. Ty pak vrátily k moci Gándhíovou. Podepsal i nařízení, které dalo nové vládě pravomoci uvěznit lidi až na rok bez soudu v preventivní vazbě a nařídilo zavedení prezidentské vlády v devíti státech ovládaných opozicí.